# Tour des Maures
Ne doit pas être confondu avec Tour des Mauges.
La tour de Maure est une ancienne tour à signaux située sur la commune d’Égat dans le département des Pyrénées-Orientales.
Elle était sur la frontière entre l’empire des Maures et celui des Francs. La tour des Maures est construite sur un piton rocheux. Cette tour, qui faisait partie du réseau des tours à signaux, servait à protéger la population et à surveiller la vallée. Avec des murs épais (1,4 m) et ses portes superposées, la tour était autrefois bien plus haute qu'aujourd'hui. Malgré sa taille réduite, elle possède une voûte en plein cintre et deux cavités pour y déposer des objets. Le château d’Égat, dont la tour est le seul vestige, remonte à 1294 et était autrefois sous la tutelle du monastère de Sant Martí del Canigó.
La tour fait partie des 14 tours illuminées pour le passage de la flamme olympique des Jeux olympiques de 2024.

## Galerie

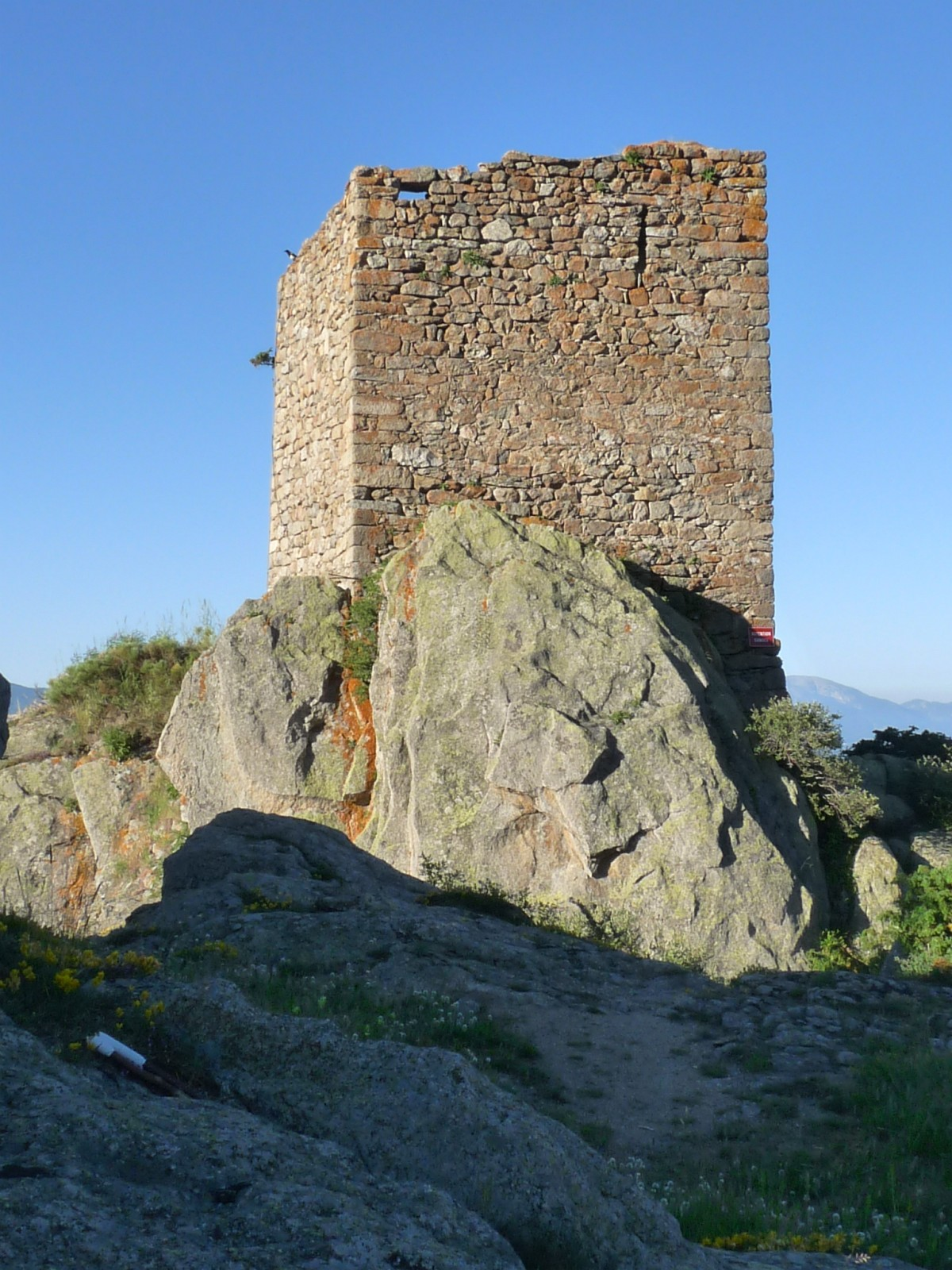
Tour des Maures.

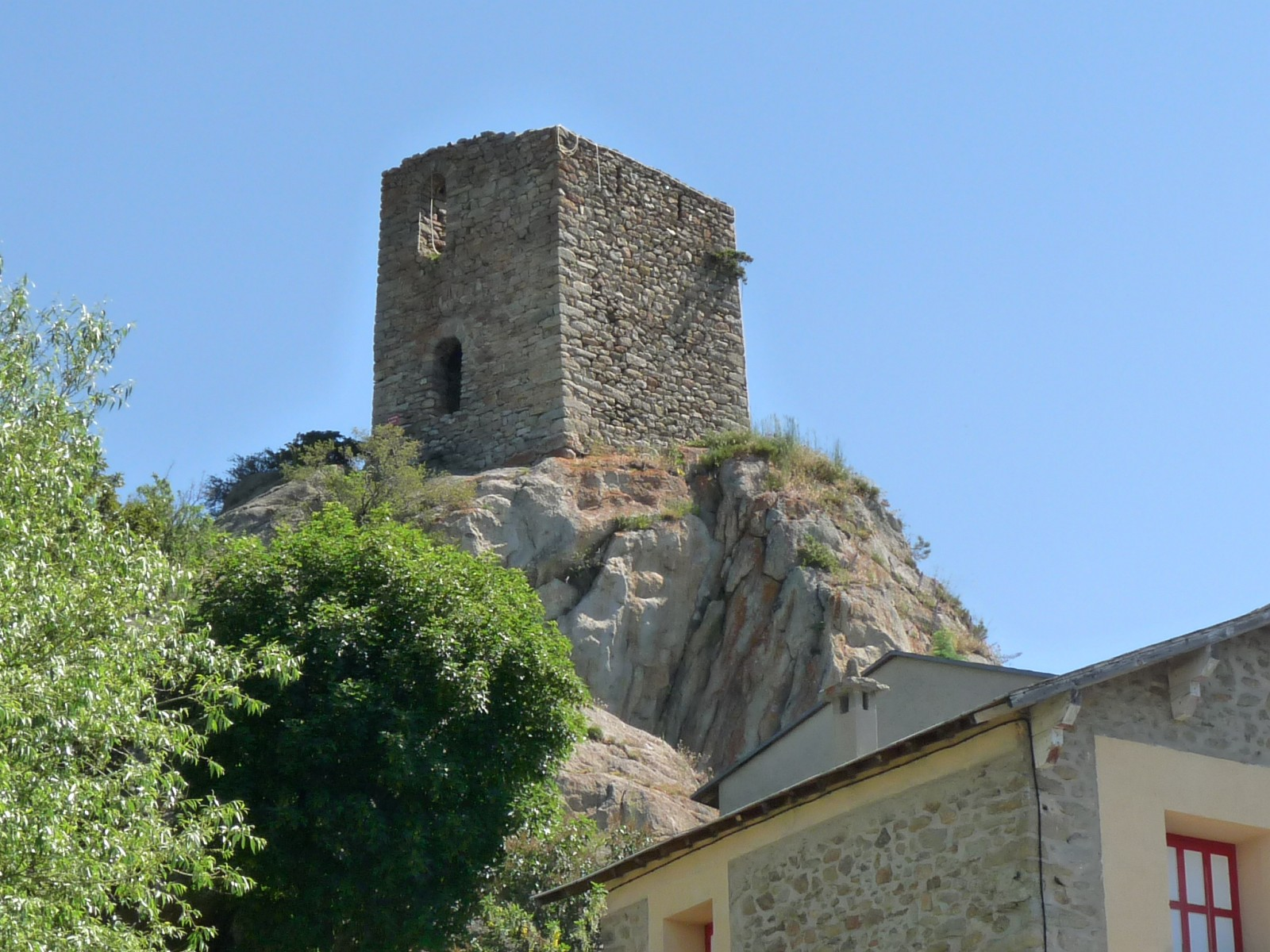
Tour des Maures.